# Amarilis Savón
Amarilis Savón, född den 13 maj 1974 i Santiago de Cuba, Kuba, är en kubansk judoutövare.
Hon tog OS-brons i damernas extra lättvikt i samband med de olympiska judotävlingarna 1992 i Barcelona.
Hon tog därefter OS-brons i samma viktklass i samband med de olympiska judotävlingarna 1996 i Atlanta.
Hon tog slutligen OS-brons i damernas halv lättvikt i samband med de olympiska judotävlingarna 2004 i Aten.